# Smithville (Tennessee)
Pour les articles homonymes, voir Smithville.
La ville américaine de Smithville est le siège du comté de DeKalb, dans l’État du Tennessee. Lors du recensement de 2010, sa population s’élevait à 4 530 habitants.

## Source
- (en) Cet article est partiellement ou en totalité issu de l’article de Wikipédia en anglais intitulé « Smithville, Tennessee » (voir la liste des auteurs).